# História de Israel
O moderno  Estado de Israel tem as suas histórias religiosas na Terra de Israel (Eretz Israel), um conceito central para o judaísmo desde os tempos antigos, e no coração dos antigos reinos de Israel e Judá. Após o nascimento do sionismo político, em 1897, e da Declaração Balfour, a Liga das Nações concedeu ao Reino Unido o Mandato Britânico da Palestina após a Primeira Guerra Mundial, com a responsabilidade para o estabelecimento de "…tais condições políticas, administrativas e econômicas para garantir o estabelecimento do lar nacional judaico, tal como previsto no preâmbulo e no desenvolvimento de instituições autônomas, e também para a salvaguarda dos direitos civis e religiosos de todos os habitantes da Palestina, sem distinção de raça e de religião… ".
Em novembro de 1947 as Nações Unidas recomendaram a partição da Palestina em um Estado judeu, um Estado árabe e uma administração direta das Nações Unidas em Jerusalém. A partição foi aceita pelos líderes sionistas, mas rejeitada pelos líderes árabes, o que conduziu à Guerra Civil de 1947-1948. Israel declarou sua independência em 14 de maio de 1948 e Estados árabes vizinhos atacaram o país no dia seguinte. Desde então, Israel travou uma série de guerras com os Estados árabes vizinhos. Algumas das fronteiras internacionais do país continuam em disputa, mas Israel assinou tratados de paz com o Egito e com a Jordânia e apesar de esforços para resolver o conflito com os palestinos, até agora só se encontrou sucesso limitado com celebração  em 1948.

## Origens de Israel
Na Bíblia hebraica, o Livro do Gênesis menciona Jacó, um dos filhos de Isaque, filho de Abraão, que teria seu nome, conforme Gênesis, mudado por Deus para Israel, e que teve doze filhos, que geraram doze tribos conhecidas como os "filhos de Israel". Judá é o quarto dos filhos de Israel.

### Antigos israelitas (1200–950 a.C.)

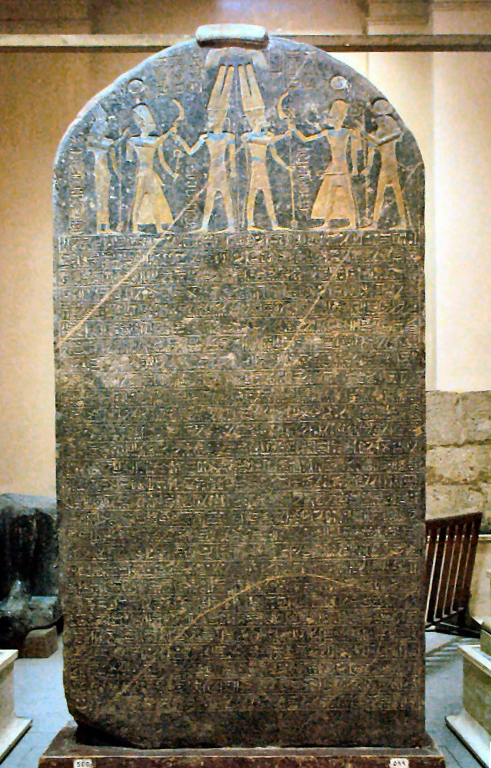
A Estela de Merneptá (JE 31408), registro mais antigo do nome "Israel" (Museu do Cairo).

O primeiro registro do nome Israel (como ysrỉꜣr) se encontra numa frase da Estela de Merneptá, erguida pelo faraó egípcio Merneptá por volta de 1209 a.C.: "Israel está destruída e sua semente não". O arqueólogo americano William Dever vê este "Israel", situado nos planaltos centrais, como uma entidade cultural e, provavelmente, política, porém como um grupo étnico, e não como um Estado organizado.
Os ancestrais dos israelitas podem ter sido semitas que ocuparam Canaã, bem como os Povos do Mar. Para a acadêmica americana Paula McNutt poderia se afirmar com alguma segurança que em algum ponto anterior à Primeira Idade do Ferro, uma população começou a se identificar como 'israelita', diferenciando-se dos canaanitas através de indicadores como a proibição do casamento consanguíneo, uma ênfase na genealogia e na história familiar.
As aldeias tinham populações de até 300 ou 400 habitantes, que viviam de agricultura e pastoreio e eram, em grande parte, autossuficientes; o intercâmbio econômico era frequente. A escrita era conhecida e estava disponível para os registros, até mesmo em sítios menores. A evidência arqueológica indica uma sociedade de centros urbanos semelhantes a vilas, porém com recursos mais limitados e uma população reduzida.

### Israel e Judá (c. 1200–576 a.C.)
A Bíblia hebraica descreve confrontos militares constantes entre os judeus e outras tribos, incluindo os filisteus, cuja capital era Gaza.
Por volta de 930 a.C. o reino se dividiu entre o Reino de Judá, ao sul, e o Reino de Israel, no norte.[carece de fontes?]
Uma aliança entre o rei Acabe de Israel e Ben Hadad II de Damasco conseguiu repelir as incursões dos assírios após uma vitória na Batalha de Carcar (854 a.C.). O Reino de Israel, no entanto, foi destruído posteriormente pelo rei assírio Tiglate-Pileser III por volta de 750 a.C. O reino filisteu também foi destruído. Os assírios enviaram para o exílio boa parte da população do reino israelita do norte, dando origem assim às 'Tribos Perdidas de Israel'. Os samaritanos alegam ser descendentes dos israelitas que sobreviveram a esta conquista assíria e ficaram na região. Uma revolta israelita ocorrida entre 724 e 722 a.C. foi debelada após o cerco e a conquista da Samaria por Sargão II.
O rei assírio Senaqueribe tentou, sem sucesso, conquistar o reino de Judá. Registros assírios alegam que ele teria punido Judá e então abandonado o território; Heródoto também descreveu a invasão.

### Na Bíblia
A Bíblia fornece relatos que descrevem a origem de Israel. Segundo a crença judaica, descrita nesse livro; o povo de Israel surgiu de grupos nômades que habitavam a Mesopotâmia há cerca de cinco mil anos e que posteriormente rumaram para a região do Levante por volta do ano 2 000 a.C.. No fim do século XVII a.C., por motivo de uma grande fome, Israel emigrou ao Egito, onde o governador da época era José, filho de Jacó (Israel). Dentro de um período de quatrocentos anos, com a morte de José e a sucessão do faraó, o Egito com medo do grande crescimento do povo israelita, escravizou Israel.
Após o fim do cativeiro no Egito, os israelitas vagaram pela região da Península do Sinai, reconquistando uma parte de seu território original no Levante, sob o comando do rei Saul por volta de 1029 a.C., porém não há evidências arqueológicas e historiográficas que o comprovem. Segundo os relatos tradicionais, foi durante o reinado de Saul que, pressionados pelas constantes guerras com os povos vizinhos, as 12 tribos de Israel se unificaram, formando um único reino.
Saul foi sucedido por David, em torno do ano 1000 a.C., que expandiu o território de Israel e conquistou a cidade de Jerusalém, onde instalou a capital do seu reino. Sob o reinado de Salomão que Israel alcançou o apogeu, entre os anos 966 a.C. e 926 a.C..
Roboão, filho de Salomão, sucede-lhe como rei em 922 a.C.. Porém, o Reino de Israel foi dividido em dois: a Norte, o Reino das Dez Tribos, também chamado de Reino de Israel, e ao Sul, o Reino das Duas Tribos, também chamado de Reino de Judá, cuja capital ficou sendo Jerusalém.
Em 586 a.C. o rei babilônio Nabucodonosor II invade Jerusalém, destrói o Primeiro Templo e obriga os israelitas ao seu primeiro exílio.
Levados à força para a Babilônia, os prisioneiros de Judá e Israel passaram cerca de 50 anos como escravos sob o domínio babilônico. O fim do Primeiro Êxodo possibilitou a volta dos israelitas a Jerusalém, que foi reconstruída, juntamente com seu Grande Templo. Do nome de Judá nasceram as denominações judeu e judaísmo.
Entretanto, o território dos judeus foi sendo conquistado e influenciado por diversas potências de sua época: assírios, persas, gregos,selêucida e romanos.
Ao longo de toda a dominação romana houve duas grandes revoltas dos judeus. Antes, houve uma primeira revolta no ano 134 a.C., quando Antíoco IV Epifânio, ainda durante a dominação selêucida, profanou o Templo ao sacrificar uma porca (animal considerado impuro pelo judaísmo) em seu altar. A revolta, chamada de Hasmoniana foi vitoriosa e garantiu a independência de Israel até o ano 63 a.C., quando o reino é conquistado pelos romanos. Seria durante este domínio que surgiria o Cristianismo.
Os romanos estabeleceram no reino judeu um protetorado. Entretanto, a prática da religião hebraica era constantemente reprimida pelos romanos, que interferiam na administração do Templo e atacavam e profanavam os locais de culto.
A primeira grande revolta contra o domínio romano se iniciou no ano 66 da Era Comum. Também conhecida como Grande Revolta Judaica, a rebelião duraria até o ano 72 d.C., quando o general Tito invade a região e destrói Jerusalém e o Segundo Templo. Cerca de um milhão de judeus teriam morrido durante os combates, segundo alguns pesquisadores. A região é transformada em província romana e batizada com o nome de Província Judaica.
A segunda e última rebelião contra os romanos foi a Revolta de Barcoquebas. A revolta foi esmagada pelo imperador Adriano em 135 e os judeus sobreviventes foram feitos escravos e expulsos de sua terra.
Durante os dois mil anos de duração do Êxodo, a presença judaica em Jerusalém e seu entorno foi constante, embora diminuta. No mesmo ano de 135, Adriano renomeou a província da Judeia para província da Síria Palestina, um nome grego derivado de "Filisteia" (Em hebraico, פלשת, em grego antigo, Pəléšeṯ) como tentativa de desligar a terra de seu passado judaico. A Mishná e o Talmude Yerushalmi (dois dos textos sagrados judaicos mais importantes) foram escritos na região neste período. Depois dos romanos os bizantinos e finalmente os muçulmanos conquistaram a Palestina em 638. A área do Levante foi controlada por diferentes estados muçulmanos ao longo dos séculos (à exceção do controle dos cristãos cruzados) até fazer parte do Império Otomano, entre 1517 e 1917.

### O Exílio E As Perseguições Antijudaicas
Sob o domínio de diversos povos, culturas e religiões, os judeus exilados não encontraram jamais um clima de liberdade plena. Mesmo assim, os judeus sobreviveram às perseguições morais ou violentas em torno de sua religião e de sua cultura particular.
Na Península Arábica do século VII, onde, provavelmente, chegaram após a destruição do Segundo Templo, os judeus viram-se envolvidos nas lutas entre Maomé e os habitantes de Meca. De início, parte integrante da umma criada por Maomé em Medina, duas tribos judaicas seriam expulsas da cidade, enquanto a terceira seria executada (com exceção das mulheres e das crianças). Este episódio não tem, contudo, nada a ver com manifestações de antissemitismo, encontrando-se integrado nas guerras entre Meca e Medina e na mentalidade do século VII.
Em 1066, ocorreu o Massacre de Granada e, entre os séculos XII e XV, os judeus foram expulsos do Norte da Europa cristão. Os grandes massacres de judeus se sucederam em diversos países: Alemanha, Inglaterra (1290), França (1306 e 1394) e Espanha (1391), culminando na expulsão de 1492 e no grande massacre de Lisboa em 1506. Os judeus passaram a habitar a Europa Oriental.
Com o fim da Idade Média e o Iluminismo, as perseguições diminuíram, embora prosseguissem. Durante a Era Moderna, os judeus da Rússia e de toda a região Leste da Europa foram constantemente perseguidos e massacrados sob os mais diversos pretextos e acusações. Em meados do século XIX, os pogroms forçaram as ondas de imigração judaica para a América e fomentaram o surgimento dos primeiros movimentos sionistas.

## O Sionismo
O sionismo (de Sion, colina da antiga Jerusalém), surgiu na Europa em meados do século XIX. Inicialmente de caráter religioso, o sionismo pregava a volta dos judeus à Terra de Israel, como forma de estreitar os laços culturais do povo judeu em torno de sua religião e de sua cultura ancestral.

### Precedentes Sionistas
Entre os séculos XIII e XIX o número de judeus que fizeram aliá (literalmente "ascensão" - o ato de um judeu imigrar para a Terra Santa) foi constante e crescente, estimulado por periódicos surgimentos de crenças messiânicas e de perseguições antijudaicas.
Essas perseguições tinham quase sempre um caráter religioso. Vários estados atacaram e expulsaram os judeus de seus territórios, sob acusações que variavam entre o deicídio (a suposta culpa dos judeus pela morte de Jesus) e lendas sobre envenenamento de poços, uso de sangue de crianças cristãs em rituais judaicos ("Libelo de Sangue") e de heresia. Os judeus da Inglaterra foram expulsos em 1290, da França em 1391, da Áustria (1421) e da Espanha (Decreto de Alhambra), em 1492.
Os judeus que retornaram à Palestina estabeleceram-se principalmente em Jerusalém, mas também desenvolveram significativos centros religiosos em cidades mais distantes. A partir do século XV a cidade de Safed se tornaria o mais importante local de reunião de cabalistas.
Mas foi durante a primeira metade do século XIX que a migração judaica para a Palestina sofreu o seu maior incremento em quase vinte séculos. Os judeus já eram a maioria da população de Jerusalém no ano de 1844, convivendo com muçulmanos, cristãos, armênios, gregos e outras minorias, sob o domínio turco-otomano. A estes migrantes religiosos vieram se juntar os primeiros migrantes seculares a partir da segunda metade do século. Eram em geral judeus da Europa Central e adeptos de ideologias socialistas.
O primeiro kibbutz estabelecido na Palestina foi a colônia de Mikveh Israel (מקוה ישראל; "A Esperança de Israel" em hebraico), fundado em 1870 pela Alliance Israelite Universelle, seguido pela colônia de Petah Tikva (1878), Rishon LeTzion (1882), e outras comunidades agrônomas fundadas por organizações como a Bilu e Hovevei Zion.
- «bbsimg.ngfiles.com»

O historiador israelense Shlomo Sand dá uma alternativa à concepção tradicional, de que os judeus atuais não são verdadeiramente judeus, visto que asquenazes e sefarditas são, respectivamente, de origem khazar e norte-africana.

### O Sionismo Político

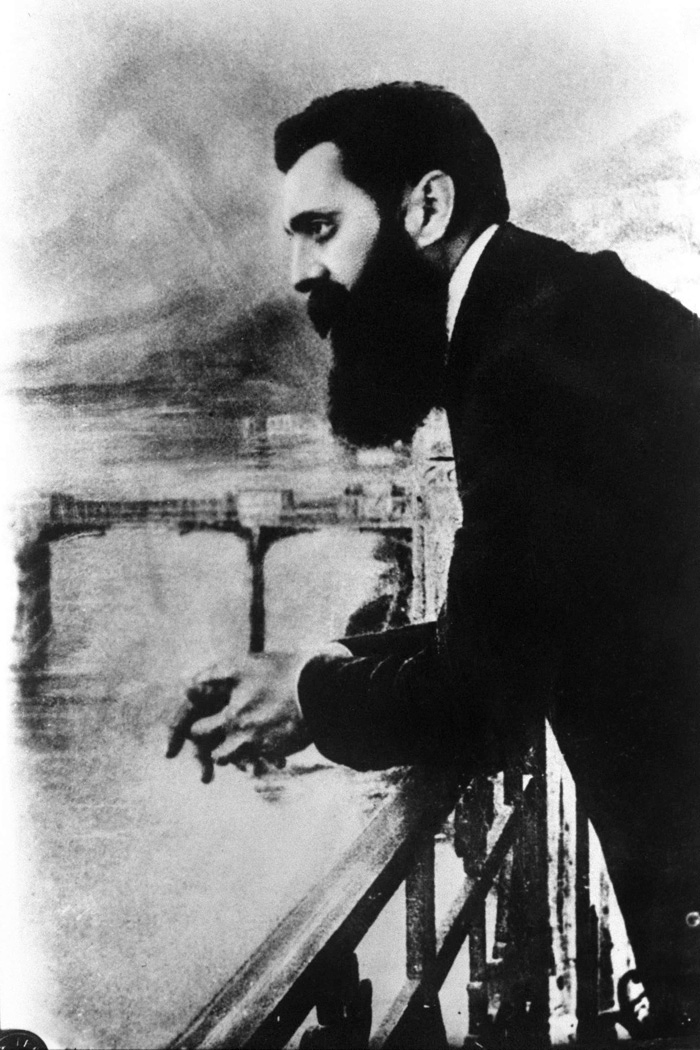
Theodor Herzl

Em 1895, na França, um militar judeu foi acusado de fornecer informações secretas para os alemães. O capitão Alfred Dreyfus foi julgado e condenado após um julgamento que se tornou célebre e mobilizou a opinião pública mundial, já que a ausência de provas que comprovassem seu suposto crime evidenciava o caráter antijudaico do processo.
Um jornalista húngaro de origem judaica, Theodor Herzl, estava em Paris cobrindo o Caso Dreyfuss para o jornal Neue Freie Presse, quando percebeu que as perseguições contra judeus só teriam fim quando estes reconquistassem sua autonomia nacional. No mesmo ano, Herzl publica em Viena o livro "O Estado Judeu", onde expunha a sua concepção de uma nação judaica.
O sionismo moderno aos poucos arrebatou e convenceu a maioria dos judeus de todo o mundo. Começaram as imigrações judaicas para a província palestina, onde estes pioneiros adquiriam terras dos árabes e estabeleciam colônias e fazendas coletivas (Kibbutzim).
A escolha da causa sionista pelo território da então província palestina derivava de todo o significado cultural e histórico que a antiga Israel bíblica possuía para  o povo judeu. Herzl e os sionistas defendiam a criação de um estado judaico em todo o território original de Israel, o que incluiria hoje a atual Jordânia, embora propostas de cessão de territórios na Patagônia, no Chipre e em Uganda tenham sido estudadas.

## Nascimento do moderno Estado de Israel
Após o término da Primeira Guerra Mundial e a queda do Império Turco-Otomano, a antiga província da Palestina passou a ser administrada pela Grã-Bretanha.  Atendendo às solicitações dos sionistas, os ingleses promulgaram em 1917 a Declaração Balfour, onde a Grã-Bretanha se comprometia a ajudar a construir um "lar judaico" na Palestina, com a garantia de que este não colocasse em causa os direitos políticos e religiosos das populações não judaicas.
Com a reação violenta dos árabes a partir da década de 1920, os ingleses tentaram regredir na sua promessa, implementando políticas de restrição à imigração de judeus.
A ascensão do Nazismo inicia uma perseguição antijudaica sem precedentes. Os judeus da Europa começam a ser perseguidos e por fim aprisionados e massacrados, numa grande tragédia humana igualmente vivida por outros povos envolvidos na Segunda Guerra Mundial. A morte massiva dos judeus e de outros grupos denominou-se Holocausto.
Na Palestina, nacionalistas árabes foram insuflados a não aceitar a migração de judeus. Mohammad Amin al-Husayni, Grão-Mufti de Jerusalém (máxima autoridade religiosa muçulmana) se alia aos nazistas e promove perseguições antijudaicas.

### Grupos judaicos clandestinos
As tensões entre judeus e a população árabe da Palestina, diante das ações do Mandato Britânico que supostamente beneficiavam estes últimos, gerou dentro de alguns setores da comunidade judaica um sentimento de revolta.
Nacionalistas árabes, em oposição aos termos da Declaração Balfour e ao Mandato Britânico instigavam a realização de pogroms contra os judeus. Ocorreram incidentes violentos em Jerusalém, Hebron, Jaffa e Haifa.
Em 1921, após o massacre de dezenas de idosos judeus em Hebron, foi fundada a Haganá, com o objetivo de fazer a guarda das comunidades judaicas na Palestina e revidar os ataques árabes.
Da Haganá surgiu o grupo Irgun (anteriormente chamado de Hagana Bet) no ano de 1931. O Irgun celebrizou-se em atacar alvos militares britânicos.
O ataque mais famoso do Irgun foi a explosão do Hotel King David, em Jerusalém, onde funcionava o Quartel General do Mandato Britânico na Palestina. No ataque morreram 91 pessoas.
Além do Irgun, existia também o Lehi, fundado por Avraham Stern. Ao contrário do Irgun, que estabeleceu um pacto com os britânicos durante a Segunda Guerra Mundial para enviar voluntários para a luta contra os nazistas, o Lehi sempre recusou qualquer diálogo com os ingleses. Para além disso, o Lehi realizou contactos secretos com a Alemanha nazi através dos quais se oferecia na luta contra os britânicos no Médio Oriente, em troca da "evacuação" (ou seja expulsão) dos judeus da Alemanha .
Os grupos clandestinos judaicos (classificados pelos britânicos como terroristas) eram repelidos tanto pela Haganá (considerada o embrião do exército israelense moderno) quanto pela Agência Judaica e pela Organização Sionista, que não aceitavam seus métodos violentos e que procuravam trabalhar em harmonia com o Mandato Britânico.

### A Independência
Ao término da Segunda Guerra Mundial, o mundo tomou conhecimento da dimensão do Holocausto e do massacre de seis milhões de judeus pelos nazistas.
Com a Europa destruída e os sentimentos anti-semitas ainda exaltados, uma enorme massa de milhões de refugiados deixava a Europa para se unirem aos sionistas na Palestina. Mas a política de restrição à imigração judaica era mantida pelo Mandato Britânico. Os grupos militantes judaicos procuravam infiltrar clandestinamente o maior número possível de refugiados judeus na Palestina, enquanto retomavam os ataques contra alvos britânicos e repeliam ações violentas dos nacionalistas árabes. Com as pressões se avolumando, a Grã-Bretanha decide abrir mão da administração da Palestina e entrega a administração da região à Organização das Nações Unidas (ONU).
O aumento dos conflitos entre judeus, ingleses e árabes forçou a reunião da Assembleia Geral da ONU, realizada em 29 de Novembro de 1947, presidida pelo brasileiro Osvaldo Aranha e que decidiu pela divisão da Palestina Britânica em dois estados, um judeu e outro árabe, que deveriam formar uma união econômica e aduaneira.

Um comboio israelense durante a guerra de independência.

A decisão foi bem recebida pela maioria das lideranças sionistas, embora tenha recebido críticas de outras organizações, por não permitir o estabelecimento do estado judeu em toda a Palestina. Mas a Liga Árabe não aceitou o plano de partilha. Deflagra-se, então, uma guerra entre judeus e árabes.
Na sexta-feira, 14 de Maio de 1948, algumas horas antes do término do mandato britânico sobre a Palestina (o horário do término do mandato foi determinado pela ONU para as 12:00 do dia 15 de Maio) - David Ben Gurion assinou a Declaração de Independência do Estado de Israel.
Em janeiro de 1949, Israel realiza suas primeiras eleições parlamentares e aprova leis para assegurar o controle educacional, além do direito de retorno ao país para todos os judeus. A economia floresce com o apoio estrangeiro e remessas particulares.

## História Geral de Israel

### Migração
No período entre a Declaração de Independência e a Guerra de Independência, Israel recebeu cerca de 850 000 imigrantes, em especial sobreviventes de guerra e judeus oriundos dos países árabes (sefaraditas e Mizrahim).
Até ao fim de 1951 desembarcaram em Israel 37 000 judeus da Bulgária, 30 mil da Líbia e 118 940 da Romênia.
Um total de 121 512 judeus iraquianos foram resgatados pela Operação Esdras e Nehemias. No total, o número de judeus resgatados nos primeiros anos de existência de Israel foi de 684 201, mais do que toda a população judaica de Israel em 1948. Dois terços destes imigrantes foram instalados em pequenos núcleos urbanos no interior. 35 700 em moshavim recentemente criados e 16 000 em kibbutzim.
Entre 1952 e 1954, o número total de imigrantes foi de 51 463. Em 1955, iniciou-se uma nova onda de imigração. Até 1957 chegariam ao país 162 308 novos moradores, em sua maioria do Marrocos, da Tunísia e da Polônia.
Os movimentos nacionalistas nos países do Norte da África empurraram os judeus destes países à aliá. Entre 1955 e 1957 mais 55 000 judeus marroquinos e 15 000 tunisianos deixaram seus países de origem. A revolução na Hungria, em 1956 e a repressão comunista na Polônia geraram mais ondas migratórias: 8 682 judeus húngaros e outros milhares de poloneses chegaram a Israel até o final da década.
Após a Guerra dos Seis Dias, em 1967, os judeus do Egito foram expulsos. 14.562 destes imigrariam para Israel. As cidades de Dimona e Asdode, além das regiões de Lachish e Taanach foram povoadas com estes olim (imigrantes).
A Guerra dos Seis Dias também gerou uma onda de antijudaísmo nos países sob a esfera de influência soviética. Os judeus da União Soviética eram proibidos de deixar o país, mas a partir de 1969 a reivindicação dos judeus soviéticos pelo direito a imigração possibilitou um ligeiro incremento no número destes olim. Na Polônia, pogroms foram registrados em 1967 e mais cinco mil judeus imigraram. Até 1973, ano da Guerra do Yom Kippur, 260 mil judeus desembarcaram em Israel, a maioria de países socialistas.

## Décadas de 1950 e 1960

### O governo de Ben Gurion
David Ben Gurion, o signatário da Declaração de Independência de Israel, tornou-se Primeiro-Ministro em 25 de fevereiro de 1949, mesmo dia em que o armistício com o Egito foi firmado.
A primeira administração de Ben Gurion foi focada na construção das instituições estatais necessárias para o funcionamento do Estado e nas operações militares de defesa contra os vizinhos. Ben Gurion afastou-se do cargo em 7 de dezembro de 1953, declarando na ocasião que se instalaria no kibbutz de Sde Boker, no Deserto de Negueve, a fim de estimular a ocupação da região pelos novos imigrantes.
A carreira política de Ben Gurion iniciou-se em 1933. Adepto do sionismo-socialista, tornou-se líder do Movimento Sionista à época da Segunda Guerra Mundial.
Moshe Sharett assumiu a cadeira de Primeiro-Ministro entre janeiro de 1954 e e julho de 1955. Sharett era considerado um político sem carisma e era voz corrente que Ben Gurion continuava a governar Israel mesmo afastado. O Caso Lavon minou o prestígio de Sharett. Em 21 de fevereiro de 1955 Ben Gurion voltou a Jerusalém e em julho foi reeleito Primeiro-Ministro.

### O Caso Lavon
O estopim do Caso Lavon foi a fracassada operação militar denominada Operação Suzannah, na qual houve o ataque de alvos americanos e ingleses no Egito.
Vários agentes israelenses foram presos e no desenlace o então ministro da defesa de Israel, Pinhas Lavon, teve de renunciar.

### O segundo período de Ben Gurion
Foi durante o segundo gabinete de Ben Gurion que ocorreu a Campanha do Sinai. A aliança militar com a França fez deste país o maior aliado de Israel. Nesta época começou a construção das instalações secretas de Dimona, projeto e desenvolvimento do jovem secretário de defesa Shimon Peres.
O caráter autoritário e personalista de Ben Gurion lhe valeu muita oposição, dentro e fora de seu Partido Trabalhista. Desacreditado, Ben Gurion deixou definitivamente o cargo em 16 de julho de 1963.

### O Gabinete Eshkol
O substituto de Ben Gurion foi o ex-ministro da agricultura Levi Eshkol. Eshkol empenhou-se na relação de Israel com a então Alemanha Ocidental, negociando reparações financeiras aos sobreviventes do Holocausto e buscou melhorar as tensas relações com a União Soviética, o que permitiu uma tímida imigração de seus judeus. As relações israelo-soviéticas azedaram com a eclosão da Guerra dos Seis Dias, em 1967.
O gabinete Eshkol foi o responsável pela construção do sistema nacional de águas, que possibilitou um incremento na agricultura e a colonização de áreas desérticas de Israel.
Levi Eshkol faleceu de ataque cardíaco, em 26 de fevereiro de 1969, ainda ocupando o cargo de Primeiro-Ministro.

## Décadas de 1970 e 1980

### O gabinete Golda Meir
Golda Meir se tornou a quarta primeira-ministra de Israel. Ela havia sido Ministra das Relações Exteriores de Levi Eshkol e no momento da morte do Primeiro-Ministro não exercia nenhuma pasta, embora ainda fosse parlamentar. A eleição de Golda Meir foi uma surpresa, que logo seria guindada pela folgada margem que o Partido Trabalhista obteve na sexta legislatura da Knesset. Entretanto, a Primeira-Ministra preferiu construir um gabinete de coalizão, convidando os partidos de direita para ajudarem a compor o governo.
Foi durante seu período que ocorreram alguns dos acontecimentos mais tristemente célebres da existência de Israel. No ano de 1972 terroristas palestinos seqüestraram o avião Sabena (9 de maio), o Exército Vermelho Japonês (grupo terrorista de inspiração marxista) massacrou 25 cidadãos israelenses no aeroporto de Tóquio (30 de maio) e militantes da Fatah assassinaram 11 atletas israelenses durante os Jogos Olímpicos de Munique (5 de setembro). Em reação, Golda Meir ordenou ao Serviço Secreto (Mossad) que empreendesse uma operação de caça aos responsáveis pelo atentado de Munique, que foi apelidado de "Operação Cólera Divina" e que eliminou quase todos os responsáveis pelo massacre.
O perfil simpático da primeira-ministra atraiu simpatia internacional para Israel. Tratada como a Idishe Mame (a mãe judia) do país, Golda costumava realizar reuniões políticas enquanto cozinhava em seu pequeno apartamento. Entretanto, setores mais à esquerda a acusavam de ser refratária às tentativas de paz com os árabes.

### Desgastes com a Guerra
A invasão de Israel pelos exércitos sírio-egípcios em pleno dia de Yom Kippur evidenciou o despreparo do governo em prevenir o ataque. De fato, poucos meses antes do ataque, Golda recebeu a visita do rei Hussein da Jordânia, que lhe preveniu sobre as intenções dos egípcios e sírios. Golda, entretanto, desprezou a informação.
A campanha militar foi dramática, com várias dificuldades nos primeiros dias da guerra. Mas as Forças de Defesa de Israel conseguiram rechaçar a invasão e chegar às portas do Cairo e de Damasco, vencendo a guerra e mantendo o poder sobre os territórios ocupados.
Após a vitória, foi estabelecida a Comissão Agranat, que investigou a suposta omissão dos fatores que poderiam ter prevenido o ataque. A Comissão acabou por inocentar a Primeira-Ministra, o Ministro da Defesa Moshe Dayan e o Comandante em chefe Chaim Bar-Lev e Golda Meir foi reeleita em 1974. Mas a impopularidade gerada pela guerra levou à sua renúncia em 11 de abril, pouco depois de sua reeleição. Golda Meir retirou-se da vida pública e foi substituída por Yitzhak Rabin.

### O primeiro Gabinete Rabin
Yitzhak Rabin foi Ministro do Trabalho durante o gabinete de Golda Meir. Governou Israel entre 1974 e 1977. Durante sua administração foram firmados acordos de separação de forças com o Egito e se iniciou a construção dos assentamentos na Cisjordânia (1975).

### O caso deEntebbe
Em 27 de junho de 1976 um grupo terrorista sequestra o voo Air France 139, que seguia de Tel Aviv para Paris com escala em Atenas. O avião foi desviado até Entebbe, no Uganda. Os terroristas pertenciam ao grupo alemão Baader-Meinhof, e exigiam a libertação de 53 terroristas presos em cadeias de vários países. Os reféns não judeus são libertados no dia 30.
O gabinete Rabin convocou os serviços de inteligência do país para a elaboração de uma operação de resgate. Uganda, sob o domínio do ditador Idi Amin Dada, era um país hostil desde que Israel se recusara a vender caças Phantom, que sabidamente seriam usados em operações militares contra o Quênia e a Tanzânia. Em 1972 Amin Dada expulsou todos os judeus de Uganda como retaliação. A operação secreta, inicialmente batizada como "Operação Thunderball", é colocada em prática. No dia 3 de julho, homens da Brigada Golani desembarcam em Entebe, invadem a aeronave e executam os terroristas. Imediatamente, soldados ugandenses começam a atirar nos homens da Brigada Golani, o que provoca a reação dos soldados. Onze jatos MIG de Uganda são explodidos durante a operação. Toda a operação durou apenas 90 minutos. Yoni Netanyahu, comandante israelense ferido por um ugandense, morre em Nairobi, Quênia. Além do oficial, três reféns também morreram durante a operação de resgate. Uma quarta refém, a idosa Dorra Bloch, ferida e atendida num hospital ugandês, é posteriormente assassinada por ordem do ditador Dada.

### Escândalos e renúncia
O sucesso da operação de resgate em Entebe legou a Yitzhak Rabin enorme popularidade dentro e fora de seu país. Mas ainda durante 1976 uma profunda crise econômica gerou inflação e insatisfação com o gabinete. Denúncias de corrupção também surgiram, o que levou o Ministro de Obras Públicas Abraham Ófer ao suicídio e a um voto de desconfiança na Knesset. Rabin antecipa as eleições para 17 de maio de 1977. Pouco antes, a descoberta de uma conta secreta em nome da esposa de Rabin, Leah, provocou a ascensão de Menachem Beguin.

## Guerras e conflitos armados

### A Primeira Guerra Árabe-Israelense
A Primeira Guerra Árabe-Israelense, também chamada de Guerra de Independência, se iniciou com a retirada dos ingleses da Palestina e a Independência de Israel.
O projeto de partilha da Palestina aprovado pela ONU previa o estabelecimento de dois estados, um árabe e outro judaico. Os árabes da Palestina não aceitaram a partilha e com o apoio de cinco países vizinhos (Egito, Jordânia, Líbano, Síria e Iraque) iniciaram o conflito, atacando os bairros e cidades judeus.
A guerra durou de 1948 a 1949 e culminou na fuga de cerca de 800 mil árabes palestinos e na invasão da Faixa de Gaza pelo Egito e da Cisjordânia pela Transjordânia gerando assim a Jordânia. Israel também conquista cerca de 75% do território que seria destinado aos palestinos e a parte ocidental da cidade de Jerusalém.

### A Guerra de Suez
Em 26 de julho de 1956 o líder do Egito Gamal Abdel Nasser ocupa, nacionaliza e bloqueia o Canal de Suez impedindo o acesso de navios israelenses.
Em resposta, Israel se alia à França e ao Reino Unido e integra uma força militar que invade o Egito em 29 de outubro. Israel penetra na Península do Sinai, mas é obrigado a recuar pela pressão dos Estados Unidos e da União Soviética. A ONU envia uma força de paz internacional a Suez.

### A Guerra dos Seis Dias
Em 1964 é fundada no Cairo a Organização para a Libertação da Palestina (OLP). Ao longo das duas décadas anteriores houve ataques terroristas esparsos contra Israel apoiados por países vizinhos. Com o acirramento das hostilidades e ante a iminência de um ataque militar conjunto árabe, Israel ataca Egito, Síria e Jordânia em 5 de junho de 1967. O episódio, conhecido como Guerra dos Seis Dias, termina em 10 de junho com a vitória de Israel e a conquista do Sinai, da Faixa de Gaza, da Cisjordânia e das Colinas de Golã Jerusalém é reunificada e Israel passa a ter acesso ao Muro das Lamentações, local mais sagrado da religião judaica.

### A Guerra do Yom Kipur
Yasser Arafat, é eleito presidente da OLP em 1969. A OLP passa a fomentar inúmeros ataques contra Israel, que responde atacando constantemente as bases da OLP na Síria e no Líbano.
Em 6 de outubro de 1973, durante o feriado de Yom Kipur, Israel é atacado por uma força conjunta de tropas da Síria e do Egito apoiadas pela Jordânia. O ataque-surpresa abre duas frentes de combate e impõe seríssimas perdas ao exército israelense. A contraofensiva demora a reagir, mas em algumas semanas consegue repelir o ataque e a pressionar os exércitos árabes. Novamente os Estados Unidos e a União Soviética impõem a Israel um recuo. Mesmo assim Israel vence a guerra.
Os árabes derrotados descobrem no petróleo uma arma de guerra: usando a Organização dos Países Exportadores de Petróleo (Opep), boicotam o fornecimento aos países que apoiaram Israel e provocam pânico mundial com o aumento do preço dos seus derivados. A crise econômica global que sucedeu ao boicote gera uma onda de antipatia contra Israel.
Em maio de 1977, a coligação liderada pelo partido Likud vence as eleições parlamentares, depois de três décadas de hegemonia dos trabalhistas. O novo primeiro-ministro, Menachem Begin, estimula a instalação de colonos israelenses nos territórios árabes conquistados após a Guerra dos Seis Dias.

### A primeira intervenção no Líbano
Com a morte de Nasser em 1970 subiu ao poder no Egito Anwar Sadat. Sadat foi um dos fomentadores da Guerra do Yom Kippur, mas após a derrota passou a adotar uma postura pragmática em relação a Israel. Em novembro de 1977, após negociações secretas, Sadat desembarcou em Israel, para estabelecer conversações de paz.
A iniciativa abre caminho para os acordos de Camp David (1978-1979), assinados por Sadat e pelo Primeiro-Ministro israelense Menachem Begin, com mediação do presidente norte-americano Jimmy Carter. Israel inicia a retirada da Península do Sinai, que é devolvida em 1982. O mundo árabe repudia os acordos de Camp David e expulsa o Egito da Liga Árabe.
A anexação das Colinas de Golã por Israel, em fins de 1981, constitui mais um foco de tensão do país com Síria e Líbano, que reivindicam partes distintas da área.
No final da década de 1970 eclode no Líbano uma guerra civil entre a minoria cristã e os muçulmanos. A OLP de Yasser Arafat aproveita a anarquia no país e intensifica os ataques contra Israel, usando o território libanês como abrigo.
Para se defender destes ataques, Israel invade o Líbano em junho de 1982 e cerca Beirute, onde se encontrava o quartel-general da OLP. Um acordo obtido por americanos, europeus e sauditas permite, porém, que os integrantes da OLP deixem o Líbano e se transfiram à Tunísia.
Em 16 de setembro do mesmo ano, milicianos cristãos libaneses atacam os campos de Sabra e Chatila. Tratava-se de uma operação de vingança ao atentado que matara o presidente Bashir Gemayel. O exército israelense é acusado de omissão em relação ao ataque, que vitimou centenas de refugiados palestinos e o general Ariel Sharon é responsabilizado por um inquérito israelense. Em 1983, Israel começa a desocupar a região Sul do Líbano, palco de ataques freqüentes dos xiitas libaneses. A retirada só se completa em 1985, mantendo ainda controle de uma estreita faixa de território próxima da fronteira. No vácuo da OLP, nasce a milícia Hezbollah.

### A Primeira Intifada
Em 9 de dezembro de 1987 eclode uma rebelião (a "revolta das pedras") nos territórios ocupados e no setor árabes de Jerusalém, conhecida como Intifada. Israel reprime o levante e sofre condenação da ONU. A opinião pública começa a se tornar favorável à OLP.

### A Guerra do Golfo
Em 1990, o Iraque invade o Kuwait, provocando a Guerra do Golfo, quando uma coalizão militar liderada pelos Estados Unidos reage e ataca o regime de Saddam Hussein.
Na tentativa de cooptar apoio dos países vizinhos e inflamar a opinião pública árabe contra os Estados Unidos, o Iraque ataca Israel com mísseis Scud. Sob pressão dos americanos, Israel não revida o ataque. 39 mísseis atingem o território israelense e outros são interceptados e destruídos pelos mísseis Patriot, fornecidos pelos Estados Unidos. 21 cidadãos israelenses morrem durante os ataques: um homem nos subúrbios de Ramat Gan atingido por destroços de um Patriot e 20 pessoas asfixiadas pelo uso incorreto de máscaras de oxigênio. Estatísticas sugerem que algumas dezenas de pessoas também tenham morrido vítimas de "estresse e tensões emocionais" em virtude dos ataques. (Journal of the American Medical Association, Volume 273(15), 19 de Abril de 1995, pp 1208–1210).

### Os Acordos de Paz de Oslo

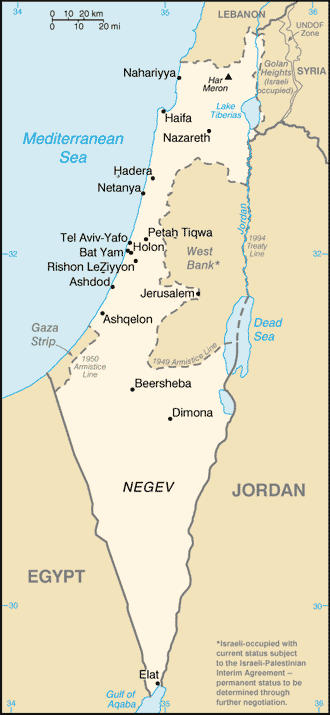
Mapa atual do Estado de Israel

No princípio da década de 1990 Israel aceita entabular conversações com a OLP, a fim de buscar caminhos para a elaboração de acordos de paz com a liderança palestina. Yasser Arafat, exilado na Tunísia, é reconhecido por Israel como uma liderança legítima das aspirações palestinas.
As conversações para chegar a um acordo foram iniciadas pelo governo norueguês que estava neutro com o conflito, os principais articuladores dos acordos foram Johan Jørgen Holst (ministro de Assuntos Exteriores), Terje Rød-Larsen e Mona Juul. Graças a isso, o processo de pacificação ficaria conhecido como Acordos de Paz de Oslo.
São debatidos acordos de cessão de terras para o estabelecimento de uma entidade autônoma palestina na Faixa de Gaza e na Cisjordânia em troca do reconhecimento formal do direito de existência do Estado de Israel pela OLP e pela renúncia à prática de atos terroristas. O reconhecimento mútuo permitiria, em tese, que os demais países árabes acompanhassem o exemplo palestino e entabulassem iniciativas por uma paz duradoura em todo o Oriente Médio.
Pelos acordos, o governo palestino duraria cinco anos de maneira interina, durante os quais seriam negociadas (a partir de maio de 1996) as questões sobre Jerusalém Oriental, direito de retorno, assentamentos judaicos e segurança. O autogoverno seria divido em Áreas:
- Área A - controle total pela Autoridade Palestina.
- Área B - controle civil pela Autoridade Palestina e controle militar pelo Exército de Israel.
- Área C - controle total pelo Governo de Israel.

Em 1994 a Jordânia firma um acordo de paz com Israel, assinado em Camp David, a casa de campo do presidente americano.
O acordo entre Israel e OLP foi firmado na cidade de Taba, Egito, em 24 de setembro de 1995 e ratificado quatro dias mais tarde, em 28 de setembro de 1995, pelo Primeiro-Ministro Yitzhak Rabin e por Arafat.

### O assassinato de Rabin
Com o início da Autoridade Palestina sobre partes de Gaza e Cisjordânia as aspirações pelo estado palestino pareciam se concretizar. A OLP, agora transformada em governo, começou a receber ajuda financeira externa e a principiar a organização de uma administração e de forças armadas. Entretanto, grupos terroristas como o Hamas, a Jihad Islâmica e as Brigadas de Mártires de Al-Aqsa não aceitavam os acordos com Israel e prometeram não interromper as ações violentas contra os judeus.
Do outro lado, setores radicais de dentro de Israel também não aceitavam a cessão de territórios para a construção do estado palestino. Estes setores radicais se agrupavam em torno de lideranças religiosas e políticas de extrema-direita e pressionavam o governo e a sociedade israelense contra o processo de paz.
Mesmo com as pressões oriundas de ambos os lados, Israel e AP deram continuidade ao processo.
Em 4 de novembro de 1995, o Primeiro-Ministro Yitzhak Rabin foi assassinado por um militante extremista judeu, após um evento pacifista na cidade de Tel Aviv. Shimon Peres assume o lugar de Rabin.

### Os governos de Netanyahu e Barak
No ano seguinte, Peres perde o cargo de primeiro-ministro para o novo líder do Likud, Benjamin (Bibi) Netanyahu. "Bibi" era do partido Likud, que adotava uma postura céptica diante dos acordos de paz. De fato, entre 1994 e 1996 houve 20 atentados terroristas contra Israel, resultando em cerca de 150 mortos. Todos os atentados foram reivindicados pelos grupos palestinos que não aceitavam os acordos de paz. O crescimento do Likud junto ao eleitorado, segundo analistas, teria sido decorrente de um crescente sentimento de dúvida quanto à viabilidade da paz.
Paralelamente, Netanyahu implementou reformas econômicas de caráter liberal e em 17 de julho, enfrenta uma greve geral em protesto contra a política de cortes orçamentários. O governo revoga o decreto que proibia a expansão de colônias judaicas na Cisjordânia e aprova a construção de 1,8 mil casas na colônia de Kiryat Sefer.
Em fevereiro de 1996, o primeiro-ministro Netanyahu é acusado de corrupção, com denúncias de ter barganhado o apoio do partido religioso Shas ao acordo de retirada de tropas de Hebron, prometendo a indicação de Roni Bar-On para o cargo de procurador geral. Bar-On, um advogado pouco conhecido, renuncia 12 horas após a eclosão do escândalo.
Segundo uma emissora de TV, ele havia se comprometido em pedir o arquivamento do processo contra o líder do Shas, Aryeh Der'i, em que este é acusado de suborno e fraude. Numa decisão sem precedentes, a polícia pede em abril o indiciamento de Netanyahu, mas o procurador geral e a fiscal do Estado rejeitam o pedido por falta de provas.
No final de fevereiro, o governo aprova a construção de 6,5 mil moradias para judeus no setor árabe de Jerusalém. A decisão provoca protestos. Choques com soldados israelenses deixam 150 palestinos feridos. O processo de paz estanca novamente. Os ministros de Exterior da Liga Árabe recomendam o congelamento de relações com Israel. O clima de animosidade piora com o atentado a um ônibus de meninas israelenses, por um soldado jordaniano. Sete meninas entre 12 e 14 anos são mortas.
Após dez meses de silêncio recomeçam em março os atentados a bomba por palestinos suicidas do grupo fundamentalista islâmico Hamas contra alvos israelenses. Em julho, terroristas suicidas matam 13 pessoas e ferem 170, ao explodir duas bombas no mercado judaico de Jerusalém. É o pior atentado desde março de 1996. O Hamas nega a autoria.
Em setembro, três integrantes desse mesmo grupo detonam uma bomba na rua Ben Yehuda, movimentada rua de pedestres de Jerusalém, matando quatro pessoas, além dos autores do atentado, e ferindo outras 190. O governo israelense, em represália, bloqueia temporariamente o acesso aos territórios palestinos autônomos.
Em junho de 1997, os Estados Unidos reconhecem Jerusalém como a capital de Israel. Os palestinos protestam. No mesmo mês, o Partido Trabalhista de Israel troca sua liderança: Ehud Barak, ex-chefe do Estado-Maior das Forças Armadas, vence Yossi Beilin.
Barak, com um perfil mais parecido com o de Rabin, é o favorito em pesquisas para as eleições contra Netanyahu, em princípio marcadas para o ano 2000. Em 24 de junho, Netanyahu sobrevive a uma moção de desconfiança no Parlamento, por 55 votos a 50. Cinco dias depois, 40 mil pessoas protestam contra o governo em Tel Aviv, pedindo eleições antecipadas. Em outubro, o presidente Ezer Weizman cancela uma visita à China programada para o final do ano, por prever a queda do governo a qualquer momento.
Uma nova crise ocorre com a fracassada tentativa do serviço secreto de envenenar um líder do Hamas na Jordânia, em outubro. Os agentes israelenses são presos e obrigados a revelar o antídoto. Em troca da devolução de seus agentes, Israel liberta o xeque Ahmed Yassin, fundador do Hamas.
Em setembro de 1996 estoura uma rebelião palestina. O estopim do novo conflito é a retomada da construção de um túnel que une a Via Dolorosa, o caminho que Jesus teria feito ao ir para a cruz, ao Muro das Lamentações, principal santuário do judaísmo, passando sob a Mesquita de Al-Aqsa. O conflito causa a morte de 50 palestinos e 18 israelenses.
Em 3 de dezembro, 700 mil trabalhadores fazem greve contra o programa governamental de privatizações e reforma da previdência, paralisando aeroportos, portos, bancos, empresas estatais e parte dos serviços públicos. Ainda em dezembro, o gabinete israelense insiste na instalação de colônias judaicas nos territórios ocupados de Gaza e da Cisjordânia e aprova de incentivos com esse objetivo. Em janeiro, finalmente é concluído um acordo com a Autoridade Palestina sobre a retirada de tropas da cidade de Hebron. É o primeiro avanço do processo de paz desde a chegada de Netanyahu ao poder. Os últimos soldados deixaram a cidade em agosto de 1998.
Ehud Barak sucedeu a Bibi em 1999. Durante a administração de Barak foram retirados os últimos soldados israelenses do Sul do Líbano e houve a tentativa de acordos de paz com a Síria. Barak também entabulou conversações com Arafat sobre a administração de Jerusalém Oriental e sobre a completa desocupação de Gaza e da Cisjordânia.
Em setembro de 2000, o líder do Likud Ariel Sharon fez uma visita ao Monte do Templo, local onde antes se erguia o Grande Templo Judaico e onde hoje existe o complexo de mesquitas de Al-Aqsa. Escoltado por seguranças, a entrada de Sharon na área administrada pelos palestinos foi o pretexto para a eclosão da Segunda Intifada, que provocou o colapso do governo Barak, o fim das conversações de paz e o aumento da violência entre Israel e os palestinos.

### A Segunda Intifada
Após a visita de Sharon ao Monte do Templo o ciclo de violência congelou as negociações de paz e mergulhou Israel numa espiral de atentados. Foram centenas, reivindicados por vários grupos palestinos. Foram atacados mercados, feiras, boates, ônibus, restaurantes e até a Universidade Hebraica de Jerusalém.
Sharon foi eleito Primeiro-Ministro em fevereiro de 2001, após o colapso da administração Barak. Muito criticado pela opinião pública internacional, Sharon adotou uma postura belicista ante os ataques terroristas palestinos. Yasser Arafat foi declarado "irrelevante" e confinado na cidade de Ramalá, na Cisjordânia. As retaliações israelenses em território palestino vitimou a população civil e espalhou revolta nos demais países árabes.

### A segunda intervenção no Líbano
A segunda intervenção israelense no Líbano aconteceu após um ataque da milícia Hezbollah ter vitimado nove soldados israelenses, no dia 12 de julho de 2006.
O Hezbollah foi fundado durante a primeira intervenção militar israelense no Líbano, durante a década de 1980 e foi responsável por uma série de ataques ao longo dos anos em que houve presença de Israel na região Sul do Líbano. Após a retirada militar de 2000, o Hezbollah ocupou a função do estado libanês na área Sul, praticando uma política de favorecimentos sociais com financiamento sírio e iraniano.
Após o ataque de julho de 2006, o Hezbollah passou a bombardear cidades israelenses com mísseis do tipo Katiusha, de fabricação russa e que seriam fornecidos pelo Irã, cujo atual presidente, Mahmoud Ahmadinejad, é um inimigo declarado de Israel, tendo o mesmo já declarado que está empenhado em "eliminar Israel do mapa".
Israel invadiu o Líbano pelo Sul, infligindo pesadas perdas militares, econômicas e humanas ao país. Os ataques do Hezbollah também vitimaram dezenas de soldados israelenses e provocou o êxodo de milhares de cidadãos israelenses das cidades ao Norte do país, além de sérios comprometimentos econômicos.
A intervenção militar no Líbano durou cerca de um mês e teria vitimado cerca de 120 israelenses (a maioria soldados) e mais de 1000 libaneses (a maioria civis). Um cessar-fogo foi negociado entre os Estados Unidos e a França, com a promessa da entrada de tropas internacionais no espaço ao Sul do rio Litani e o fim dos ataques mútuos entre o Hezbollah e Israel.

## Ataque à frota humanitária a caminho de Gaza
Em 31 de maio de 2010, uma frota de seis embarcações da organização pró-direitos humanos Free Gaza transportava 750 pessoas e dez mil toneladas de ajuda humanitária para a Faixa de Gaza. Não atendendo as exigências do governo israelense de aportar para fiscalização de possíveis armamentos, uma flotilha foi interceptada por soldados que fariam a fiscalização in loco. Os soldados foram primeiramente atacados pelos tripulantes, que responderam com o uso de força. 19 ativistas morreram e alguns soldados.
Desde 2007, Israel mantém a Faixa de Gaza bloqueada, com o objetivo de sufocar o governo do Hamas (e evitar a entrada de foguetes que são sistematicamente lançados contra a população civil de Israel), eleito democraticamente pelos palestinos.